# Peter E. Vlug
Peter Emanuël Vlug, ook wel bekend als Peter Vlug jr., (Baarn, 12 juli 1957) is een Nederlandse voormalige evangelische voorganger, spreker, muzikant, evenementenorganisator, politicus en ondernemer. Hij is vooral bekend door zijn spreekbeurten in de jaren 80 en 90 van de vorige eeuw bij het tienerprogramma van de Pinksterconferentie en zijn optredens met de Power Praise Band. In Apeldoorn heeft hij bekendheid verworven met de reddingscampagne voor Omroep Apeldoorn.

## Biografie
Vlug is de oudste van de vier kinderen van Peter sr. en Else Vlug. Toen hij tien jaar oud was, verhuisde zijn familie naar Voorthuizen. Tijdens zijn studie aan de Jong en Vrij Bijbelschool in Rockanje ontmoette hij zijn vrouw Henny. Ze trouwden in 1979. Hij voelde zich geroepen om op tieners in Europa gericht te zijn. Gedurende zes jaar leidde hij de schoolevangelisatieactiviteiten van deze Bijbelschool.

### Evangelisatie
In 1983 richtte Vlug Stichting Tiener Toekomst op, dat tienerwerkers opleidde, tienerwerk begeleidde en tot 2010 jaarlijks het tienerprogramma van de Pinksterconferentie organiseerde. Vlug was daarvan in al die jaren de hoofdspreker. Ook op andere evangelisatiebijeenkomsten was hij een spreker, bijvoorbeeld op de EO-Jongerendag. Daarnaast organiseerde hij ook conferenties, onder meer in de Duitse stad Recklinghausen.
Vlug trad in de jaren 80 en 90 in heel Nederland op met de Power Praise Band, waaronder in Ahoy Rotterdam. Met de band nam hij ook een cd op, getiteld The black and white party, en in 2000 bracht hij onder de naam Peter Vlu-G het rockalbum Face me! uit. Tijdens de daaraan gekoppelde toer heeft hij onder meer de Melkweg aangedaan.
Midden jaren 90 (1994–1996) startte hij de European School of Performing Arts (E.S.P.A.), een Bijbelschool die was gericht op tienerwerk. Jongeren kregen hier onderwijs over de Bijbel en gingen mee op concerttours, spreekbeurten en zendingsreizen. Hierna werd de studioruimte omgebouwd tot een muziekstudio, dat ook commercials en tv-programma’s produceerde.
Van 2000 tot 2002 was Vlug mede-voorganger van het Evangelisch Centrum Europoort in Rotterdam.

### Ondernemerschap en faillissement
Medio 2003 kreeg Vlug het verzoek om als interim-voorzitter de Stichting Omroep Apeldoorn uit de brand te helpen. Het bestuur was opgestapt en had een forse schuld achtergelaten. Met een marathonuitzending van een week lang werd voldoende geld ingezameld om met schuldeisers tot saneringsafspraken te komen. Hierna droeg Vlug het werk over. Begin 2005 is de omroep echter alsnog failliet gegaan.
In 2003 sloot Vlug zijn muziekstudio in Apeldoorn en vertrok naar de Zwitserse toeristenplaats Adelboden voor bezinning en studie. In februari 2004 emigreerden Vlug en zijn vrouw. In Zwitserland was hij directeur van de ontwenningskliniek "Zueflucht", totdat hij vertrok. Daarnaast organiseerde hij in Zwitserland muzikale en andere evenementen. In het Duitse Reichenbach im Vogtland had Vlug een bedrijf opgezet dat erop gericht was de lokale economie te ondersteunen met arbeidsplaatsen en waar op duurzame wijze voedsel op basis van de principes van permacultuur en aquaponics verbouwd werd.
In 2014 keerde Vlug terug naar Apeldoorn, waar hij in april de tv-studio Vastkort opende en onder andere het programma "Zaken doen" maakte. Tevens richtte hij Doe Los Media op. Op 14 juli 2014 nam hij de regionale omroep Focuz TV over. Op 1 april 2015 nam Vlug vervolgens met Focuz TV de regionale zender TV13 over van het bedrijf Media Managers. Met deze zender wilde hij duurzame kennisprogramma's maken voor Gelderland. Op 4 mei 2015 vroeg Vlug zowel voor zijn bedrijf Vastkort als persoonlijk faillissement aan. De uitspraak volgde op 26 mei. Door het faillissement raakten vier personen hun baan kwijt.
Sinds april 2016 is Vlug tevens werkzaam bij de nachtopvang van het Leger des Heils in Amsterdam.

### Politiek
In 2015 manifesteerde Vlug zich als lijsttrekker van de politieke partij Vrede en Recht bij de Provinciale Statenverkiezingen voor Gelderland. Deze partij haalde geen zetel. Vlug is oprichter van de Vereniging Vrede en Recht, waar hij als vrijwilliger de functie van 'directeur' bekleedt. In februari t/m april 2016 voerde hij namens Vrede en Recht een nee-campagne in het kader van het Oekraïnereferendum. Voor de Tweede Kamerverkiezingen van 2017 stond Vlug namens dezelfde vereniging op de kandidatenlijst van de partijencombinatie MenS en Spirit/Basisinkomen Partij/V-R, die geen zetels behaalde. Bij de gemeenteraadsverkiezingen van 2018 was Vlug lijsttrekker voor Vrede en Recht in de gemeente Apeldoorn. De partij behaalde ook nu geen zetels. 
Vlug heeft getracht met Vrede en Recht mee te doen aan de Tweede Kamerverkiezingen in 2021, maar kreeg niet genoeg aanhangers om een kieslijst samen te stellen, waarop het initiatief mislukte.

## Discografie
- Peter Vlug en de Power Praise Band – The black and white party (1990)
- Peter Vlu-G – Face me! (2000)
- The Storm Company – The new way to worship (2001)